# Kajakarstwo na Letnich Igrzyskach Olimpijskich 1956 – K-1 1000 m mężczyźni
Zawody w kajakarstwie klasycznym (K1) na dystansie 1000 m mężczyzn na Letnich Igrzyskach Olimpijskich 1956 zostały rozegrane 1 grudnia 1956 r. W zawodach wzięło udział 13 zawodników z 13 państw. Zawody składały się  z eliminacji i finału.

## Rezultaty

### Eliminacje
Wyścig 1
| Poz. | Zawodnik            | Reprezentacja  | Czas   | Uwagi |
| ---- | ------------------- | -------------- | ------ | ----- |
| 1.   | Gert Fredriksson    | Szwecja        | 4:22,0 | Q     |
| 2.   | Igor Pisariew       | ZSRR           | 4:22,2 | Q     |
| 3.   | Ladislav Čepčianský | Czechosłowacja | 4:26,0 | Q     |
| 4.   | Knut Østby          | Norwegia       | 4:27,1 |       |
| 5.   | Thorvald Strömberg  | Finlandia      | 4:51,3 |       |
| 6.   | Robert Smith        | Kanada         | 4:54,2 |       |

Wyścig 2
| Poz. | Zawodnik         | Reprezentacja | Czas   | Uwagi |
| ---- | ---------------- | ------------- | ------ | ----- |
| 1.   | Stefan Kapłaniak | Polska        | 4:35,4 | Q     |
| 2.   | Lajos Kiss       | Węgry         | 4:35,8 | Q     |
| 3.   | Louis Gantois    | Francja       | 4:39,9 | Q     |

Wyścig 3
| Poz. | Zawodnik           | Reprezentacja     | Czas   | Uwagi |
| ---- | ------------------ | ----------------- | ------ | ----- |
| 1.   | Ernst Steinhauer   | Niemcy            | 4:24,8 | Q     |
| 2.   | Villy Christiansen | Dania             | 4:25,2 | Q     |
| 3.   | Barry Stuart       | Australia         | 4:30,1 | Q     |
| 4.   | David Merwin       | Stany Zjednoczone | 4:35,9 |       |

### Finał
| Poz. | Zawodnik            | Reprezentacja  | Czas   |
| ---- | ------------------- | -------------- | ------ |
| 1.   | Gert Fredriksson    | Szwecja        | 4:12,8 |
| 2.   | Igor Pisariew       | ZSRR           | 4:15,3 |
| 3.   | Lajos Kiss          | Węgry          | 4:16,2 |
| 4.   | Stefan Kapłaniak    | Polska         | 4:19,8 |
| 5.   | Louis Gantois       | Francja        | 4:22,1 |
| 6.   | Ladislav Čepčianský | Czechosłowacja | 4:23,2 |
| 7.   | Villy Christiansen  | Dania          | 4:25,2 |
| 8.   | Ernst Steinhauer    | Niemcy         | 4:25,5 |
| 9.   | Barry Stuart        | Australia      | 4:30,7 |